# Oskar Fischinger
Oskar Fischinger, född 22 juni 1900 i Gelnhausen, Hessen, död 31 januari 1967, var en tysk och sedermera amerikansk filmregissör och målare.
Efter avlagd examen som maskiningenjör lärde han känna filmaren Walter Ruttmann år 1921, och började då intressera sig för animation. Fischinger kom att utveckla flera olika animationstekniker och blev en ledande figur inom den abstrakta filmen. Utöver sina egna kortfilmer gjorde han bland annat specialeffekter åt Fritz Langs science fiction-film Månraketen från 1929. 
I februari 1936 flyttade han till Hollywood och arbetade flyktigt för flera olika filmstudior. Han hade svårigheter med engelskan och sitt temperament och kom istället främst att ägna sig åt måleri i Amerika, men lyckades även göra några kortfilmer.

## Filmografi
- Stomlinien (1921-1922)
- Wachsexperimente (1923-1927)
- Studien 1-4 (1921-25)
- Spiralen(1926)
- R-1 Ein Formspiel (1927)
- Seelische Konstruktionen (1927)
- München-Berlin Wanderung (1927-29)
- Studie Nr. 2 (1929)
- Studie Nr. 3 (1930)
- Studie Nr. 4 (1930)
- Studie Nr. 5 (1930)
- Studie Nr. 6 (1930)
- Studie Nr. 7 (1930-31)
- Studie Nr. 8 (1931)
- Studie Nr. 9 (1931)
- Studie Nr.12 (1932)
- Kreise (1933)
- Studie Nr.13 (1933/34)
- Muratti greift ein (1934)
- Komposition in Blau (1935)
- Muratti Privat (1935)
- Allegretto (1936)
- American March (1941)
- Organic Fragment (1941)
- Mutoscope Reels (1945)
- Motion Painting Nr. 1 (1947)
- Muntz TV Commercial (1952)